# Vann Peak
Vann Peak är en bergstopp i Antarktis. Den ligger i Västantarktis. Inget land gör anspråk på området. Toppen på Vann Peak är 2 140 meter över havet, eller 357 meter över den omgivande terrängen. Bredden vid basen är 3,2 km.
Terrängen runt Vann Peak är platt åt sydväst, men åt nordost är den kuperad. Trakten är obefolkad. Det finns inga samhällen i närheten.